# Куяново (Калтасинський район)
Куя́ново (рос. Куяново, башк. Ҡуян) — присілок у складі Калтасинського району Башкортостану, Росія. Входить до складу Новокільбахтінської сільської ради.
Населення — 57 осіб (2010; 90 у 2002).
Національний склад:
- башкири — 67 %